# Lese- und Redehalle der deutschen Studenten in Prag
Die Lese- und Redehalle der deutschen Studenten in Prag (auch: zu Prag; kurz: Halle, Lesehalle) war eine von 1848 bis 1939 bestehende Vereinigung liberaler deutschsprachiger Studenten in Prag, die die nach der Universitätsbibliothek zweitgrößte Bibliothek der Stadt mit 80.000 Büchern besaß.

## Geschichte
Die Lese- und Redehalle der deutschen Studenten in Prag wurde am 8. November 1848, dem Jahrestag der Schlacht am Weißen Berg, gegründet. Treibende Kraft und offizieller Gründer war Hieronymus Roth. Im November 1848 trat sie in Eger, auf dem Kongreß der deutschen Vertrauensmänner aus Böhmen, erstmals öffentlich in Erscheinung. Der akademische Senat der Universität Prag erkannte sie am 17. Januar 1849 offiziell als studentischen Zusammenschluss an. Ihr konnten einzelne Studenten, aber auch Studentenverbindungen korporativ angehören. Im letzten Viertel des 19. Jahrhunderts hatte die Halle mehr als 1.200 Mitglieder.
Die Halle bestand aus einem zwölfköpfigen Vorstand (Ausschuss) und zahlreichen Sektionen und Abteilungen – Literatur, Theater, Bildende Kunst, Naturwissenschaft, Sprachen, Medizin, Stenographie. Ab 1864 wurde ein Jahresbericht gedruckt.
Pfingsten 1873 feierte die Halle ihr 25. Stiftungsfest. Beim Festakt waren alle farbentragenden Verbindungen Prags und zahlreiche auswärtige Korporationen vertreten.
Im Zuge des wachsenden Antisemitismus ab den 1880er Jahren verließen mehrere Mitglieder und Studentenverbindungen die Halle, so die Burschenschaften Carolina, Ghibellinia und Teutonia, die keine Juden mehr aufnahmen. Am 13. Mai 1892 wurde mit dem Lese- und Redeverein der deutschen Hochschüler, Germania ein Konkurrenzverein gegründet, der sich ganz an Georg von Schönerer orientierte.
Der daraus resultierende Rückgang der Mitglieder der Halle veranlasste den Vorstand, der Halle einen korporativeren Charakter zu geben, mit Zirkel, Wahlspruch und der Einführung des Lebensbundprinzips. Eine neue Fahne wurde 1898 beim 50. Stiftungsfest geweiht, eine der Fahnenjungfern war Olly Schwarz. 1905 entstand eine Altherrenschaft innerhalb der Halle, nachdem bereits seit 1896 ein externer Altherrenverein bestanden hatte.
Doch nicht nur der Austritt der Antisemiten hatte einen Mitgliederrückgang zur Folge, denn auch die sich in eigenen Studentenverbindungen sammelnden Juden gingen der Halle verloren. So entstand in Prag 1908 die jüdische Studentenverbindung Judaea, die sich ab 1911 Lese- und Redehalle jüdischer Hochschüler nannte, blau-weiß-goldene Nadeln trug und bis 1940 bestand.
Die katholischen Studenten, die sich ab 1886 in eigenen Korporationen (Ferdinandea, Saxo-Bavaria, Vandalia) organisierten, gründeten am 20. Mai 1910 den Lese- und Redeverband christlich-deutscher Studenten "Akademia", wodurch der Halle weitere Mitglieder entgingen.
Die Fußball Sektion der Halle war am 7. November 1900 an der Gründung des Verbandes der Prager Deutschen Fußball-Vereine beteiligt.
Im Wintersemester 1930/31 bestand die Halle aus 1.760 Mitgliedern. In den 1930er Jahren geriet sie zunehmend unter Druck durch die Bewegung von Konrad Henlein und wurde schließlich 1939 aufgelöst.

## Couleur
Die Lese- und Redehalle der deutschen Studenten in Prag hatte seit der Gründungsphase die Farben Schwarz-Rot-Gold, die zeitweise in Form eines Couleurbandes (bestickt mit der Jahreszahl 1848) getragen wurden.

## Bibliothek und Standort
Um 1850 umfasste die Bibliothek der Halle ungefähr 2.000 Bände. Sie wurde am Gründungstag 1859 in Schillerbibliothek, 1862 in Schiller-Goethe-Bibliothek umbenannt. 1868 bestand sie aus 13.000, 1870 aus 17.000 Titeln. Ein 1930 gedruckter Katalog enthält mehr als 80.000 Bände.
Sie war in den Vereinsräumen untergebracht, die sich im Laufe der Zeit immer wieder änderten.
Anfangs befand sich der Sitz der Halle in der Hibernergasse (Hybernska) beim Pulverturm (Prašná brána), 1849 in der Karlsgasse (Karlova) beim Moldauufer und 1856 in der Dominikanergasse (Husova). Nach weiteren Zwischenquartieren wurden 1875 im Haus Nr. 20 der Ferdinandstraße (Národní třída) zehn Räume angemietet, 1889 verlegte man in das Haus Nr. 12. 1904 wurde ein eigenes Haus in der Krakauergasse (Krakovská) Nr. 14 in der Prager Neustadt bezogen, im Erdgeschoss und in der ersten Etage waren Vereinsräume (mit Ausschuss- und Lesezimmer, Vortragssaal, Fechtsaal) untergebracht, darüber Wohnungen. Nebenan befanden sich die Mensa Academica sowie einige Studentenverbindungen. Wegen hoher Erhaltungskosten musste das Haus 1912 veräußert werden; neue Räumlichkeiten fand man im Deutschen Studentenheim in der Mariengasse (Opletalova) Nr. 34.
Nach der Auflösung 1939 konnte die Bibliothek durch Josef Becker vor der Vernichtung durch die Hitler-Jugend gerettet werden.

## Hallen an anderen Orten
In Wien entstanden am 14. Februar 1871 die Akademische Lesehalle, 1872 der Leseverein der deutschen Studenten und am 15. Januar 1877 der Deutschösterreichische Leseverein der Wiener Hochschulen, die aber eingingen oder in den 1880er Jahren verboten wurden.
1894 entstand in Wien eine Deutsch-akademische Lese- und Redehalle, die bis 1907 bestand und im selben Jahr als Lese- und Redehalle der deutschen Studenten weitergeführt wurde.
Am 16. September 1894 wurde mit Unterstützung der Kadimah die Jüdische Akademische Lesehalle gegründet, die sich bald in Lese- und Redehalle jüdischer Hochschüler umbenannte. Sie war Ende 1896 die zweitgrößte studentische Organisation an der Universität Wien und hatte bald 1.000 Mitglieder. Sie war 1909 an der Gründung des SC Hakoah Wien beteiligt und bestand bis 1938.
In Czernowitz wurde am 26. Oktober 1875 die Akademische Lesehalle gegründet, die bis zur Übernahme der Universität in die rumänische Verwaltung Ende des Ersten Weltkrieges bestand.
In Lemberg entstand 1897, in Brünn 1902 eine jüdische Lese- und Redehalle nach dem Wiener Vorbild.
Die jüdischen Lese- und Redehallen aus Brünn, Lemberg, Prag und Wien schlossen am 19. März 1914 ein Kartell der jüdisch-akademischen Lese- und Redehallen Österreichs, das 1923 noch einmal wiederbelebt wurde.

## Bekannte Mitglieder
- Friedrich Adler (1857–1938), Schriftsteller, Übersetzer und Jurist
- Paul Adler (1878–1946), Schriftsteller, Journalist und Übersetzer
- Ernst Bareuther (1838–1905), Abgeordneter des österreichischen Reichsrates und des Böhmischen Landtags, Rechtsanwalt
- Max Brod (1884–1968), Schriftsteller und Komponist
- Wilhelm Jerusalem (1854–1923), Rabbiner, Pädagoge, Philosoph
- Bruno Kafka (1881–1931), Jurist, Hochschullehrer, Politiker
- Franz Kafka (1883–1924), Schriftsteller[3]
- Bruno Kisch (1890–1966), Kardiologe
- Egon Erwin Kisch (1885–1948), Journalist, Schriftsteller, Reporter
- Enoch Heinrich Kisch (1841–1918), Balneologe und Gynäkologe
- Guido Kisch (1889–1985), Jurist und Rechtshistoriker
- Paul Kisch (1883–1944), Journalist und Literaturkritiker
- Oskar Pollak (1883–1915), Kunsthistoriker
- Hieronymus Roth (1826–1897), Landtagsabgeordneter und Abgeordneter zum Reichsrat
- Viktor Wilhelm Russ (1840–1920), Abgeordneter des österreichischen Reichsrates und des Böhmischen Landtags, Verkehrsfachmann
- Hugo Salus (1866–1929), Gynäkologe und Schriftsteller
- Ludwig Schlesinger (1838–1899), Abgeordneter des Böhmischen Landtags, Historiker
- Wilhelm Fridolin Volkmann (1822–1877), Philosoph und Hochschullehrer[4]
- Joseph Willomitzer (1849–1900), Journalist und Schriftsteller
- Karl Hermann Wolf (1862–1941), Abgeordneter des Böhmischen Landtags, Reichsratsabgeordneter (1897), Mitglied der Provisorischen Nationalversammlung, Herausgeber und Schriftsteller

Aufgrund ihres Prestiges hatte die Halle zahlreiche Ehrenmitglieder:
- Ferdinand von Arlt (1812–1887), Arzt und Ophthalmologe
- Johannes Brahms (1833–1897), Komponist, Pianist und Dirigent
- Joseph Hyrtl (1810–1894), Anatom
- Horaz Krasnopolski (1842–1908), Rechtswissenschaftler
- Peter Rosegger (1843–1918), Schriftsteller
- Oskar Scheuer (1876–1941), Hautarzt, burschenschaftlicher Studentenhistoriker
- Thomas Mann (1875–1955), Schriftsteller (Ehrenmitglied 1923)

## Veröffentlichungen
- Jahresberichte, teils mit Mitgliederverzeichnissen (jeweils online abrufbar): 1862/63, 1864/65, 1865/66, 1866/67, 1867/68, 1868/69, 1869/70, 1870/71, 1871/72, 1872/73, 1876/77, 1877/78, 1878/79 und 1879/80, 1880/81, 1884/85, 1885/86, 1887, 1888, 1889, 1891, 1893, 1894, 1895, 1908
- Bücher-Verzeichnis der Lesehalle der deutschen Studenten in Prag. Prag 1861. (Online)